# José Márquez Caballero
José Antonio Márquez Caballero (Moguer, 28 de julio de 1873 - Barcelona, 29 de mayo de 1948) fue un jurista andaluz, gobernador civil de Barcelona y magistrado del Tribunal Supremo de España.

## Trayectoria
Tras licenciarse en derecho por La Universidad de Sevilla, el 12 de marzo de 1893,  volvió a Moguer, donde ejerció de secretario del Ayuntamiento y juez municipal. Después de opositar a la Judicatura y al Ministerio Fiscal, por resolución del 13 de noviembre de 1907 fue nombrado en el turno primero como juez de Primera Instancia de Fonsagrada (Lugo); por resolución de 7 de octubre de 1912, fue promovido en el turno tercero al Juzgado de Primera Instancia de Vera (Almería); por Real Orden de 28 de marzo de 1908, fue nombrado primer juez de Instancia de Telde (Canarias), donde se hizo con un gran reconocimiento profesional; el 25 de mayo de 1915 fue nombrado juez de Primera Instancia de Santa Cruz de Tenerife y el 10 de febrero de 1919 magistrado de la Audiencia de dicha ciudad
Por resolución de 9 de enero de 1922 fue promovido a la plaza de abogado fiscal de la Audiencia Territorial de Barcelona y el 22 de marzo del mismo fue nombrado Magistrado de la Audiencia de dicha ciudad, donde ejerció de juez del distrito de la Barceloneta y de magistrado de la Audiencia Territorial. En noviembre de 1930 el gobierno del almirante Juan Bautista Aznar-Cabañas lo nombró gobernador Civil de Barcelona, cargo que ejerció hasta la proclamación de la Segunda República Española el 14 de abril de 1931.

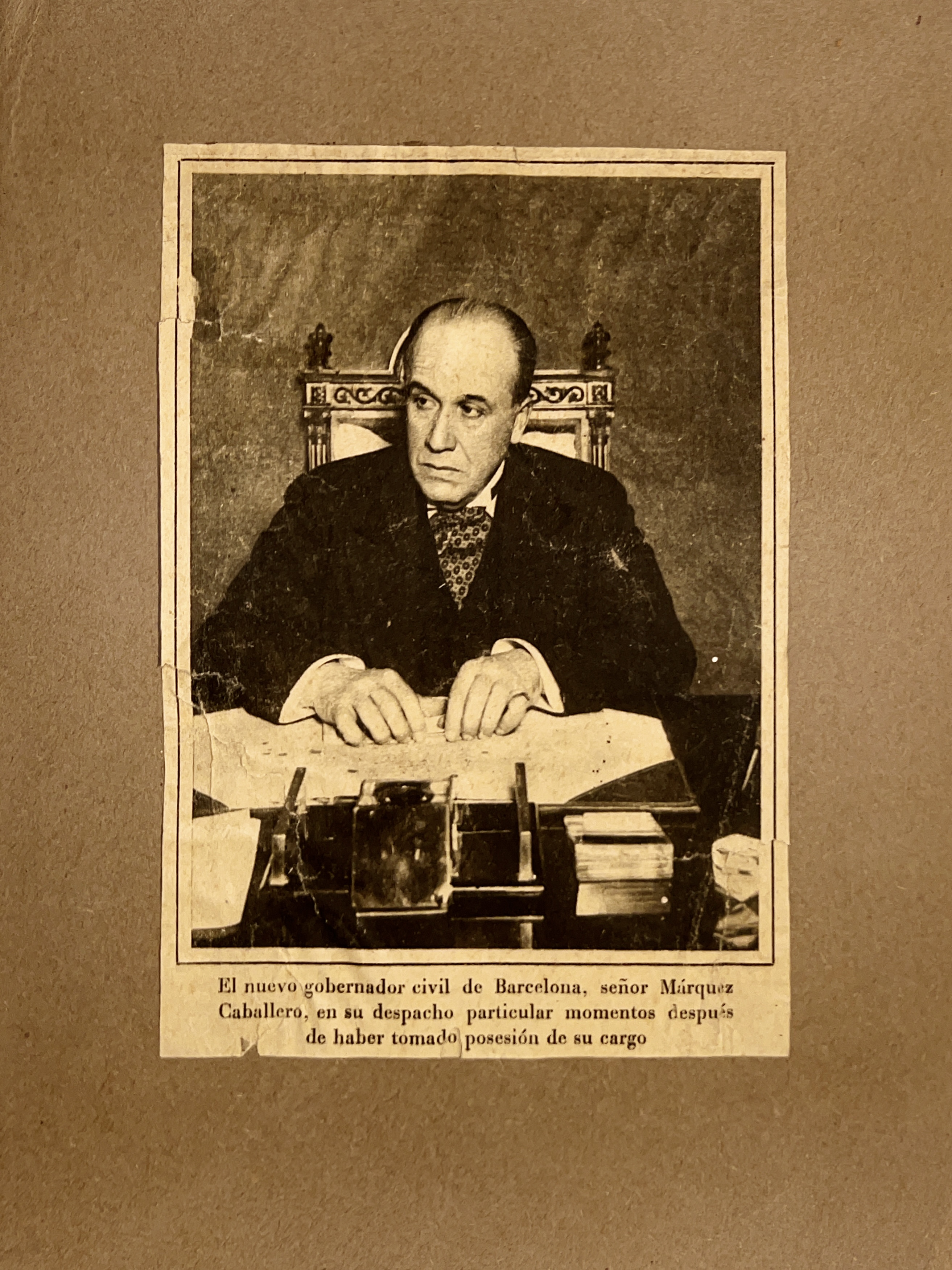
El nuevo gobernador civil de Barcelona, señor Márquez Caballero, en su despacho particular momentos después de haber tomado posesión de su cargo. La Vanguardia, 29/11/1930.

Cruz de Honor de San Raimundo de Peñafort (30/10/1941); Académico de la Real Academia de Jurisprudencia y Legislación (08/04/1945); Medalla Pro Eclessia et Pontifice, entre otras distinciones.
El 1932 fue separado de la judicatura por haber colaborado con la dictadura de Primo de Rivera, pero parece que después volvió a ejercer, puesto que el junio del 1936 era el titular del Juzgado número 6 y como tal exculpó Justo Bueno Pérez del crimen de los hermanos Badia por carencia de pruebas. Al estallar la guerra civil española, después de que tres de sus hijos, Fernando, Wenceslao y Carlos Márquez Azcárate -de 29, 22 y 16 años de edad, respectivamente- fueran secuestrados, torturados y asesinados en desconocida fecha de octubre de 1936, a primeros de noviembre de dicho año, perseguido y amenazado de muerte, consiguió huir de Barcelona y marchó a Burgos, donde fue nombrado por Decreto de 20 de septiembre de 1938 magistrado del Tribunal Supremo, ejerciendo sus funciones hasta su jubilación en la Sala Primera de lo Civil de dicho Tribunal. Habida cuenta las anteriores fechas, son inciertas las afirmaciones realizadas por Federico Vázquez Osuna, del Departamento de Historia Contemporánea de la Universidad de Barcelona, en su tesis " La Rebelión de sus Señorías", "que durante la guerra se reunía con los abogados de los acusados de espionaje y traición para que prepararan mejor la defensa, y que incluso sustraía los expedientes judiciales". Su hijo, José Márquez Azcárate, fue Fiscal General del Tribunal Supremo y Jefe de la Secretaría Técnica hasta su jubilación en 1976.